# Внимание! Всем постам…
«Внимание! Всем постам…» — советский художественный фильм о работе советской милиции, снятый в 1985 году режиссёром Игорем Вознесенским.

## Сюжет
Бывший десантник Виктор Кольцов поступил на работу в милицию. Однажды, возвращаясь с дежурства, он заметил в подворотне подозрительного человека и узнал в нём особо опасного преступника, объявленного в розыск. Начав преследование, доблестный милиционер получает тяжёлое ранение, но сдаваться не собирается…
В 1986 году этим же режиссёром И. Вознесенским снято продолжение — фильм «Где ваш сын?…», в котором главный герой Виктор Кольцов (А. Ростоцкий) работает с неблагополучными семьями.

## В ролях
- Андрей Ростоцкий — Виктор Кольцов, сержант милиции, бывший десантник — главная роль
- Анатолий Грачёв — Иван Алексеевич, майор милиции
- Вера Сотникова — Люся, медсестра
- Андрей Мартынов — Павел Егорович Тихоня, старшина милиции
- Владимир Никитин — Дугин
- Юрий Чернов — Коля Лучкин, водитель-напарник
- Георгий Юматов — Фёдор Васильевич Кольцов, отец Виктора и Андрея, таксист
- Лариса Лужина — Ольга Ивановна Кольцова, мать Виктора и Андрея
- Антон Вознесенский — Андрей, младший брат Виктора Кольцова
- Юрий Назаров — Алексей Сибирцев, «исправившийся» уголовник
- Борис Токарев — Сергей Леонидович Воронов
- Любовь Соколова — тётя Маша, мать Воронова
- Елена Валаева — преподаватель школы милиции
- Майя Булгакова — жена пьяницы
- Валентин Печников — пьяница
- Олег Борецкий — Фролов, милиционер
- Сергей Бачурский — Глыба
- Алексей Миронов — продавец рыбок
- Муза Крепкогорская — женщина, у которой украли кошелёк
- Евгений Красавцев — милиционер
- Сергей Жигунов — напарник Кольцова, милиционер
- Арнис Лицитис — Филатов, рецидивист
- Николай Сысоев — Семён Петрович Лохин, рецидивист, ударивший ножом Кольцова
- Мария Виноградова — женщина, возле дома которой погиб милиционер Царёв
- Владимир Скляров — милиционер
- Михаил Бочаров — пассажир
- Виталий Яковлев — младший сержант
- Григорий Дунаев — милиционер (в титрах не указан)
- Юрий Маляров — милиционер (в титрах не указан)
- Владимир Смирнов — милиционер (в титрах не указан)
- Георгий Милляр — Андрей Егорович, старичок-пациент (в титрах не указан)
- Раиса Рязанова — женщина на пикнике (в титрах не указана)
- Капитолина Ильенко — нарушительница правил перехода (в титрах не указана)
- Артур Нищёнкин — сосед-собутыльник (в титрах не указан)
- Николай Павлюк — Звонков, курсант школы милиции

## Съёмочная группа
- Авторы сценария: Юрий Иванов, Игорь Вознесенский
- Кинорежиссёр-постановщик: Игорь Вознесенский
- Кинооператор-постановщик: Анатолий Буравчиков
- Художник-постановщик: Феликс Ростоцкий
- Художник по костюмам: Лидия Коняхина
- Композитор: Владимир Шаинский, Людвиг Ван Бетховен, Хан Си Джеун
- Звукооператор: Алексей Разоренов
- Кинорежиссёр: Нина Каменская
- Редактор: Виктория Святковская
- Художник-гримёр: Лидия Новак
- Монтажёр: Галина Дмитриева
- Оператор: Н. Подземельный
- Бригадир светотехников: Н. Громов
- Цветоустановщик: В. Россихин
- Консультанты: Н. М. Шаранков, В. Н. Шашков
- Государственный симфонический оркестр кинематографии СССР, дирижёр: К. Кримец
- Директор съёмочной группы: Таги Алиев